# Kikiwaka tábor
A Kikiwaka tábor (eredeti cím: Bunk'd) 2015 és 2024 között vetített amerikai televíziós vígjátéksorozat, amelyet Pamela Eells O’Connell készített. A Jessie spin-offja. A főbb szerepekben Peyton List, Karan Brar, Skai Jackson, Nina Lu, Miranda May, Nathan Arenas, Kevin Quinn, majd később csatlakozott Mallory James Mahoney, Raphael Alejandro, Will Buie Jr., Shelby Simmons, Scarlett Estevez, Israel Johnson és Trevor Tordjman. Amerikában 2015. július 31-én, Magyarországon 2016. június 19-én volt a sorozat premierje.

## Ismertető
Emma, Ravi és Zuri elhagyják New Yorkot, és elindulnak egy nyári táborba Maine-ben, ahol a szüleik, Christina és Morgan találkoztak tinédzserkorukban. Az új barátaikkal együtt mindent megtesznek, hogy hozzászokjanak az új életükhöz a Kikiwaka táborban. A tábort egy Nagylábszerű lényről neveztek el, aki a közeli erdőben él. 
A második évad végén több kabin is leég, miután Hazel égve hagyott egy gyertyát. A harmadik évadban a Ross-gyerekeké lesz a tábor, miután  Gladys elmenekült a biztosítási pénzzel. Új gyerekek is érkeznek Destiny, Mateo és Finn személyében. Végül Emma, Ravi és Zuri eladják a tábort Lou-nak. A negyedik évadban Lou főnök. Míg  Ava és Noah csatlakozik Destiny-hez, Mateo-hoz, Finn-hez, Gwent-hez. Az ötödik évadban feltűnik a tábor alapítójának a leszármazottja Parker Preston.

## Szereplők

### Főszereplők
| Szereplő       | Színész               | Magyar hang                                                         | Évadok | Évadok | Évadok | Évadok | Évadok | Évadok | Évadok |
| Szereplő       | Színész               | Magyar hang                                                         | 1      | 2      | 3      | 4      | 5      | 6      | 7      |
| -------------- | --------------------- | ------------------------------------------------------------------- | ------ | ------ | ------ | ------ | ------ | ------ | ------ |
| Emma Ross      | Peyton List           | Pekár Adrienn (1–3. évad)                                           |        |        |        |        |        |        |        |
| Emma Ross      | Peyton List           | Magyar Viktória (5. évad)                                           |        |        |        |        |        |        |        |
| Ravi Ross      | Karan Brar            | Straub Norbert                                                      |        |        |        |        |        |        |        |
| Zuri Ross      | Skai Jackson          | Koller Virág                                                        |        |        |        |        |        |        |        |
| Lou            | Miranda May           | Köves Dóra (1-7. évad 1-10. rész) Mezei Kitty (7. évad 11-22. rész) |        |        |        |        |        |        |        |
| Xander         | Kevin Quinn           | Dékány Barnabás                                                     |        |        |        |        |        |        |        |
| Jorge          | Nathan Arenas         | Nagy Gereben                                                        |        |        |        |        |        |        |        |
| Tiffany        | Nina Lu               | Györke Laura                                                        |        |        |        |        |        |        |        |
| Mateo          | Raphael Alejandro     | Mayer Marcell (3–4. évad)                                           |        |        |        |        |        |        |        |
| Mateo          | Raphael Alejandro     | Maszlag Bálint (5. évad)                                            |        |        |        |        |        |        |        |
| Finn           | Will Buie Jr.         | Gergely Attila                                                      |        |        |        |        |        |        |        |
| Destiny        | Mallory James Mahoney | Kobela Kira                                                         |        |        |        |        |        |        |        |
| Noah           | Israel Johnson        | Pál Dániel Máté                                                     |        |        |        |        |        |        |        |
| Ava            | Shelby Simmons        | Károlyi Lili                                                        |        |        |        |        |        |        |        |
| Gwen           | Scarlett Estevez      | Engel-Iván Lili                                                     |        |        |        |        |        |        |        |
| Parker Preston | Trevor Tordjman       | Gacsal Ádám                                                         |        |        |        |        |        |        |        |
| Winnie Webber  | Shiloh Verrico        | Rácz Hajna                                                          |        |        |        |        |        |        |        |
| Bill Pickett   | Alfred Lewis          | Maszlag Bálint (6. évad) Tóth Márk (7. évadtól)                     |        |        |        |        |        |        |        |
| Jake           | Luke Busey            | Molnár Olivér                                                       |        |        |        |        |        |        |        |

### Mellékszereplők
| Szereplő | Színész              | Magyar hang                                      | Évadok | Évadok | Évadok | Évadok | Évadok | Évadok | Évadok |
| Szereplő | Színész              | Magyar hang                                      | 1      | 2      | 3      | 4      | 5      | 6      | 7      |
| -------- | -------------------- | ------------------------------------------------ | ------ | ------ | ------ | ------ | ------ | ------ | ------ |
| Hazel    | Tessa Netting        | Kardos Eszter                                    |        |        |        |        |        |        |        |
| Gladys   | Mary Scheer          | Bede-Fazekas Annamária                           |        |        |        |        |        |        |        |
| Murphy   | Casey Campbell       | Petridisz Hrisztosz                              |        |        |        |        |        |        |        |
| Griff    | Lincoln Melcher      | Ács Balázs                                       |        |        |        |        |        |        |        |
| Lydia    | Lily Mae Silverstein | Pál Zsófia                                       |        |        |        |        |        |        |        |
| Barb     | Raini Rodriguez      | Hermann Lilla (4–5. évad) Csifó Dorina (7. évad) |        |        |        |        |        |        |        |
| Nadine   | Kyriana Kratter      | Gyarmati Laura                                   |        |        |        |        |        |        |        |
| Scout    | Brandilyn Cheah      | Schmidt Karolina                                 |        |        |        |        |        |        |        |

### További szereplők
| Szereplő         | Színész               | Magyar hang        |
| ---------------- | --------------------- | ------------------ |
| Dr. Hunter Brody | Myko Olivier          | Rada Bálint        |
| Luke             | Cameron Boyce         | Ifj. Boldog Gábor  |
| Mrs. Kipling     | Frank                 | —                  |
| Bertram Winkle   | Kevin Chamberlin      | Pálfai Péter       |
| Christina        | Christina Moore       | Ullmann Mónika     |
| Raven            | Raven-Symoné          | Kocsis Mariann     |
| Chelsea          | Anneliese van der Pol | Andrádi Zsanett    |
| Booker           | Issac Ryan Brown      | Berecz Kristóf Uwe |
| Nia              | Navia Robinson        | Boldog Emese       |
| Levi             | Jason Maybaum         | Sándor Barnabás    |
| Tess             | Sky Katz              | Magyar Viktória    |

## Epizódok
| Évad | Évad | Epizódok | Eredeti sugárzás    | Eredeti sugárzás     | Magyar sugárzás    | Magyar sugárzás    |
| Évad | Évad | Epizódok | Évadpremier         | Évadfinálé           | Évadpremier        | Évadfinálé         |
| ---- | ---- | -------- | ------------------- | -------------------- | ------------------ | ------------------ |
|      | 1    | 21       | 2015. július 31.    | 2016. május 20.      | 2016. június 19.   | 2017. február 18.  |
|      | 2    | 21       | 2016. augusztus 23. | 2017. május 24.      | 2017. július 17.   | 2017. december 10. |
|      | 3    | 16       | 2018. június 18.    | 2018. szeptember 21. | 2018. október 1.   | 2018. október 19.  |
|      | 4    | 30       | 2019. június 20.    | 2020. július 24.     | 2020. március 23.  | 2020. december 4.  |
|      | 5    | 21       | 2021. január 15.    | 2021. augusztus 6.   | 2021. május 31.    | 2021. november 24. |
|      | 6    | 30       | 2022. június 10.    | 2023. május 21.      | 2023. március 13.  | 2023. december 23. |
|      | 7    | 22       | 2023. július 23.    | 2024. augusztus 2.   | 2023. november 13. | 2024. október 15.  |

## Gyártás
A gyártás a Jessie című sorozat után kezdődött. A második évadot 2016. február 29-én jelentették be. A bemutatója 2016. augusztus 23-án volt.
2017. augusztus 31-én berendelték a harmadik évadot. 2018. június 1-jén bejelentették, hogy Peyton List, Karan Brar, Skai Jackson és Miranda May visszatér a harmadik évadra, és hogy Raphael Alejandro, Will Buie Jr. és Mallory Mahoney csatlakozik a stábhoz. A harmadik évad premierje  2018. június 18-án volt. 2018 márciusában Skai Jackson egy interjúban kijelentette, hogy távozik a sorozatból. 2018 szeptemberében a The Hollywood Reporter megerősítette, hogy Peyton List is elhagyja a sorozatot.
2018. november 15-én bejelentették, hogy  berendelték a negyedik évadot. Miranda May, Mallory James Mahoney, Raphael Alejandro és Will Buie Jr. visszatérnek, míg Peyton List, Karan Brar és Skai Jackson nem térnek vissza a sorozatba. A negyedik évad gyártása 2019 márciusában kezdődött. 2019. március 18-án bejelentették, hogy a negyedik évad gyártása megkezdődött, és Izrael Johnson, Shelby Simmons és Scarlett Estevez lesznek az új szereplők. A negyedik évad premierje 2019. június 20-án volt.
2020. február 24-én a Disney Channel bejelentette, hogy  berendelik az ötödik évadot. A negyedik évad összes szereplője, Scarlett Estevez kivételével, visszatér. 2020. augusztus 26-án bejelentették, hogy Trevor Tordjman csatlakozik az ötödik évad szereplőihez. Az ötödik évad premierje 2021. január 15-én volt.

## Fordítás
- Ez a szócikk részben vagy egészben  a   Bunk'd című angol Wikipédia-szócikk ezen változatának fordításán alapul.  Az eredeti cikk szerkesztőit annak laptörténete sorolja fel. Ez a jelzés csupán a megfogalmazás eredetét és a szerzői jogokat jelzi, nem szolgál a cikkben szereplő információk forrásmegjelöléseként.